# ساندي بيرسون
ساندي بيرسون (بالإنجليزية: Sandy Pearson)‏ هو عسكري أسترالي، ولد في 24 أغسطس 1918 في Kurri Kurri, New South Wales ‏ في أستراليا، وتوفي في 7 نوفمبر 2012 في Narrabeen ‏ في أستراليا.